# Anomala hoplocosmeta
Anomala hoplocosmeta är en skalbaggsart som beskrevs av Ohaus 1925. Anomala hoplocosmeta ingår i släktet Anomala och familjen Rutelidae. Inga underarter finns listade i Catalogue of Life.